# Budynek Urzędu Wojewódzkiego w Poznaniu

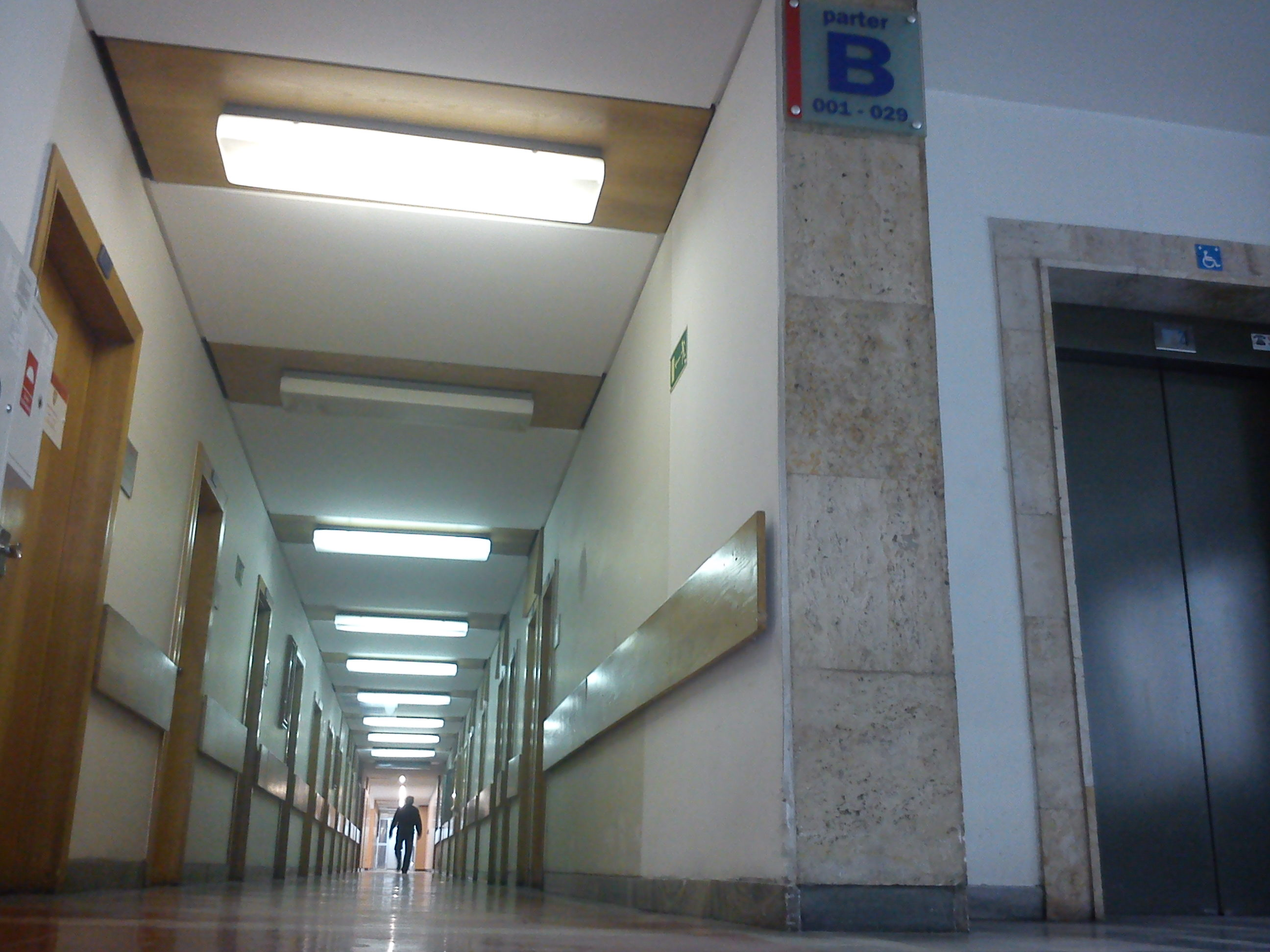
Jeden z korytarzy wewnętrznych

Budynek Urzędu Wojewódzkiego w Poznaniu (dawna Wojewódzka Rada Narodowa) – modernistyczny zespół gmachów z 1969, będących siedzibą władz województwa wielkopolskiego. Obiekty stoją w centrum Poznania, przy Alei Niepodległości 18. Pierwotnie planowano ich umieszczenie w sąsiedztwie Izby Rzemieślniczej.
Zespół dwóch biurowców (A i B) zaprojektowali Jerzy Buszkiewicz i Józef Maciejewski z Biura Projektów Budownictwa Przemysłowego (konstruktor: W. Lemański), wychodząc naprzeciw poważnemu wyzwaniu: duży program użytkowy (60.000 m²) na niewielkiej działce. Zbudowano dwa równoległe obiekty (dziewięcio- i siedmiokondygnacyjny, ten drugi od ul. Kościuszki). Według Piotra Marciniaka, znawcy architektury XX wieku, zespół należy do najwybitniejszych osiągnięć poznańskiego modernizmu. Charakteryzuje się dobrymi proporcjami i wykończeniem ze szlachetnych materiałów (trawertyn). 
Bezpośrednio przed gmachem stoi pomnik Stanisława Mikołajczyka oraz głaz z napisem o treści: My nie łączymy państw, my jednoczymy ludzi / Jean Monnet / W dniu włączenia Wielkopolski do rodziny regionów Unii Europejskiej / Poznań, 1 maja 2004. 5 września 2013 wmurowano na ścianie budynku tablicę pamiątkową upamiętniającą Wojciecha Trąmpczyńskiego - pierwszego marszałka Sejmu i Senatu w II RP. 
Z obiektem sąsiadują: Collegium Maius i biblioteka Wydziału Filologii Polskiej i Klasycznej UAM.